# Jacopo Amigoni
Jacopo Amigoni (n. 1682, Napoli, Regatul Neapolelui – d. 21 august 1752, Madrid, Madrid⁠(d), Spania),  numit și Giacomo Amiconi, a fost un pictor italian din perioada barocă târzie sau rococo, care și-a început cariera la Veneția, dar a călătorit și a fost prolific în toată Europa, unde portretele sale somptuoase erau foarte căutate.

## Biografie
S-a născut la Veneția. Inițial Amigoni a pictat atât scene mitologice, cât și religioase; dar, pe măsură ce panoplia patronilor săi s-a extins spre nord, a început să producă multe lucrări de salon care înfățișează zei într-o lâncezeală senzuală sau în jocuri. Stilul său l-a influențat pe Giuseppe Nogari⁠(d). Printre elevii săi s-au numărat Charles Joseph Flipart⁠(d), Michelangelo Morlaiter⁠(d), Pietro Antonio Novelli⁠(d), Joseph Wagner și Antonio Zucchi⁠(d).
Începând din 1717, este menționat că a lucrat în Bavaria, la castelul Nymphenburg (1719), la castelul Schleissheim (1725–1729) și la mănăstirea benedictină din Ottobeuren. S-a întors la Veneția în 1726. Acuzarea lui Paris este expusă în Vila Pisani din Stra. Între 1730 până în 1739 a lucrat în Anglia, la Pown House, Moor Park Wolterton Hall și la teatrul din Covent Garden. De acolo, a ajutat să-l convingă pe Canaletto să călătorească în Anglia, spunându-i despre amplele patronaje disponibile.
La Londra sau în timpul unei călătorii la Paris în 1736, l-a întâlnit pe celebrul Castrato⁠(d) Farinelli⁠(d), al cărui portret l-a pictat de două ori în 1735 și din nou în 1752. Amigoni s-a întâlnit cu pictura lui François Lemoyne⁠(d) și François Boucher.
În 1739 s-a întors în Italia, probabil la Napoli și cu siguranță la Montecassino, în a cărei abație existau două pânze (distruse în timpul celui de-al Doilea Război Mondial). A călătorit la Veneția pentru a picta pentru Sigismund Streit⁠(d), pentru Casa Savoia și alte clădiri ale orașului.
În 1747 a părăsit Italia pentru Madrid, încurajat de Farinelli, care a avea o funcție la curte. A devenit pictorul curții lui Ferdinand al VI-lea al Spaniei și director al Academiei Regale a Sfântului Fernando. A pictat un portret de grup care i-a inclus pe el însuși, Farinelli, Metastasio, Teresa Castellini și un tânăr neidentificat. Este posibil ca tânărul să fi fost arhiducele austriac Iosif, moștenitorul tronului habsburgic. Amigoni a murit la Madrid.
Amigoni a fost tatăl pastelistei Caterina Amigoni Castellini⁠(d) și fratele artistei Carlotta Amigoni.